# ドナルドの洗濯機
『ドナルドの洗濯機』（ドナルドのせんたくき、原題：Donald's Dog Laundry）は、ウォルト・ディズニー・プロダクション（現：ウォルト・ディズニー・カンパニー）が製作した1940年4月5日公開のアニメーション短編映画作品。ドナルドダック・シリーズの第20作である。

## あらすじ
最新型の犬用洗濯機を組み立てたドナルドは、実験台にとプルートを洗おうとするが、大の風呂嫌いであるプルートは自分の犬小屋へと一目散に逃げてしまった。
そこでドナルドは、洗濯機の付属品である音の出る骨のおもちゃやネコの人形を使っての誘き寄せで、プルートを洗濯機に入れようとする。
なんとかプルートに泡をかけることに成功するドナルドだったが、その時にプルートの鼻に泡が被りくしゃみをしたせいで、ドナルドは逆に洗濯機の実験台にされてしまい、洗濯紐に掛けられてしまう。しかし予想以上に体がきれいになったことで、ご満悦な様子を浮かべるドナルドだった。

## スタッフ
- 製作：ウォルト・ディズニー
- 監督：ジャック・キング

## キャスト
| キャラクター   | 原語版               | 旧吹き替え版 | 新吹き替え版 |
| -------------- | -------------------- | ------------ | ------------ |
| ドナルドダック | クラレンス・ナッシュ | 関時男       | 山寺宏一     |
| プルート       | ピント・コルヴィグ   | -            | -            |
| ナレーター     | -                    | 江原正士     | -            |

## 日本での公開

### 収録
- 『ドナルドダック・クロニクル Vol.1 限定保存版』（DVD、ブエナ・ビスタ・ホーム・エンターテイメント、新吹き替え版）